# Félix Correia
Félix Alexandre Andrade Sanches Correia, genannt Félix Correia (* 22. Januar 2001 in Lissabon), ist ein portugiesischer Fußballspieler, der aktuell für Gil Vicente spielt.

## Karriere

### Verein
Correia begann seine fußballerische Ausbildung in seiner Geburtsstadt bei Sporting Lissabon. Dort hatte er bis zur U19 alle Altersklassen durchlaufen, ehe er 2019 in die Jugendakademie von Manchester City wechselte. In der Premier League 2, die Liga für die U23-Mannschaften, kam er jedoch zu keinem Einsatz, da er zwei Monate nach seinem Ankommen an AZ Alkmaar verliehen wurde. In den Niederlanden kam er jedoch nur bei Jong AZ in der Eerste Divisie und der U19 zum Einsatz. Für die zweite Mannschaft spielte er 23 Mal und traf dabei dreimal. In der A-Junioren-Eredivisie kam er viermal zum Einsatz. Nach Ablauf der Leihe wurde Correia für zehneinhalb Millionen Euro für die Reservemannschaft von Juventus Turin verpflichtet. In der drittklassigen Serie C kam er das erste Mal am 28. September 2020 gegen Pro Sesto 1913 zum Einsatz, wobei er direkt an beiden Toren beteiligt war und ein Tor und eine Vorlage ablieferte. Auch in Folge scorte er regelmäßig und war unter Lamberto Zauli Stammspieler bei der U23.
Am 13. Januar wurde Correia von Trainer Andrea Pirlo anlässlich der Pokalpartie gegen den CFC Genua erstmals in den Kader des Profiteams berufen. Fast drei Monate (29. Spieltag) später war er Teil des Kaders in der Serie A gegen den FC Turin. Nachdem er schon mehrmals im Kader für die Serie A gestanden hatte, debütierte Correia am 2. Mai 2021 beim 2:1-Auswärtssieg gegen Udinese Calcio in den letzten fünf Minuten.
Für die Saison 2021/22 war Correia an den Zweitligisten Parma Calcio verliehen. Sein Debüt in der Serie B gab er am 12. September 2021 (3. Spieltag), als er gegen Pordenone Calcio eine Halbzeit lang auftrat. Insgesamt absolvierte Correia für Parma 21 Ligaspiele in der Saison 2021/22.
Am 22. August 2023 wurde er für eine Saison zum Gil Vicente FC in sein Heimatland verliehen. Der folgende Sommer schloss sich Correia dauerhaft Gil Vicente an.

### Nationalmannschaft
Correia machte einige Spiele für Juniorenmannschaften Portugals. Insgesamt machte er 41 Spiele und 13 Tore.

## Erfolge
- Italienischer Pokalsieger: 2020/21